# Tupaia moellendorffi
La tupaya de las islas Calamián (Tupaia moellendorffi)  es una especie de tupaya de la familia de los Tupaidos. Es originaria de las islas Busuanga, Culión y Cuyo de las Filipinas. En cada isla hay una subespecie diferente: T. m. moellendorffi en Culión, T. m. cuyonis en Cuyo, i T. m. busungae en Busuanga. Esta especie antiguamente fue considerada una subespecie de la tupaya de Palawan (Tupaia palawanensis), pero en 2005 se les separó, de momento de manera provisional.